# Paavo Järvi
Paavo Järvi (Tallinn, 1962. december 30.) Grammy-díjas észt-amerikai karmester.

## Élete
Észtország fővárosában, Neeme Järvi karmester fiaként, még a Szovjetunió alatt született. Öccse, Kristjan (1972) szintén dirigens, míg húga, Maarika (1964) fuvolaművész. A Curtis Institute of Musicon Max Rudolf, Otto-Werner Mueller, és a Los Angeles Philharmonic Institute-on Leonard Bernstein keze alatt tanult.
1994-től 1997-ig Malmö szimfonikus zenekarának vezető karnagya volt. 2000 januárjában kinevezték a Cincinnati Symphony Orchestra karmesterévé a 2001/2002-es évadra. 2007 áprilisában a zenekar 2011-ig meghosszabbította szerződését, amikor is véglegesítették pozíciójában. Emellett 2004-től a brémai Deutsche Kammerphilharmonie művészeti igazgatója lett, és az Észt Nemzeti Szimfonikusok művészeti konzulense. 2011 májusában elnyerte a cincinnati zenekar tiszteletbeli zeneigazgatója cimet.
Ludwig van Beethoven szimfóniáinak avatott tolmácsolója; a Deutsche Kammerphilharmonie élén a kritikusok egy részének véleménye szerint minden idők legjobbjai között szerepel.
2006-ban Järvi a Frankfurti Szimfonikusok vezető karmestere lett.
2010 és 2016 között a francia Orchestre de Paris fő-zeneigazgatója volt.

## Fordítás
- Ez a szócikk részben vagy egészben  a   Paavo Järvi című olasz Wikipédia-szócikk ezen változatának fordításán alapul.  Az eredeti cikk szerkesztőit annak laptörténete sorolja fel. Ez a jelzés csupán a megfogalmazás eredetét és a szerzői jogokat jelzi, nem szolgál a cikkben szereplő információk forrásmegjelöléseként.

## Külső hivatkozások
- Paavo Järvi az AllMusicon